# Sexualidad femenina extendida
La sexualidad femenina extendida es aquella en la que la hembra de una especie se aparea a pesar de ser estéril. En la mayoría de las especies, la hembra sólo copula cuando es fértil. Sin embargo, la sexualidad prolongada se ha documentado en primates del Viejo Mundo, aves emparejadas y algunos insectos (como los escarabajos carroñeros). La sexualidad prolongada es más prominente en las hembras humanas, que no muestran cambios en la tasa de copulación a lo largo del ciclo ovárico.
Aunque este comportamiento supone costes para las hembras, como energía y tiempo, muchos investigadores han propuesto razones para su existencia. Entre estas hipótesis se incluye la de la asistencia masculina, que propone que las hembras obtienen beneficios no genéticos (como comida y refugio) a cambio de acceso sexual. Una subhipótesis de ésta es la de Hrdy, que propone la sexualidad femenina extendida como un proceso adaptativo destinado a crear confusión de paternidad en los machos. Las hipótesis alternativas, clasificadas como "impulsadas por los machos", afirman que la sexualidad femenina ampliada se produce debido a adaptaciones masculinas, resultantes de la incapacidad de detectar el estado de fertilidad de las hembras o de amortiguar las respuestas inmunitarias contra el esperma. Por último, la hipótesis de Spuhler sugiere que el comportamiento puede haber surgido como un efecto incidental del mayor tamaño de las glándulas suprarrenales en los humanos.

## Ocurrencia

### En no humanos

El ciclo menstrual humano

Aunque no se encuentran en todos los organismos, los investigadores han identificado patrones de cópula sexual en ciertos animales que reflejan una sexualidad femenina extendida, como en algunos primates del Viejo Mundo, aves e insectos. Una amplia investigación se ha centrado en analizar la tasa de comportamiento sexual de la musaraña almizclera. El único periodo que se asocia con un descenso de la receptividad de la hembra a la cópula es durante la mitad y el final de la gestación; sin embargo, incluso en este momento, se informa de apareamientos ocasionales. Por lo tanto, los investigadores han llegado a la conclusión de que este animal tiene una receptividad sexual similar en las fases infértiles y fértiles. Dentro de los primates, las investigaciones han hallado sistemáticamente pruebas de una sexualidad femenina prolongada en el mono rhesus y los chimpancés. Ambos primates se aparean en todas las fases del ciclo ovárico, con sólo ligeros aumentos de la receptividad sexual durante las fases fértiles y disminuciones durante la menstruación.

### En humanos
Se considera que las hembras humanas presentan el mayor grado de sexualidad femenina extendida, con una receptividad a las relaciones sexuales que permanece constante a lo largo de las fases fértiles e infértiles del ciclo reproductivo, incluso durante el embarazo, la lactancia y la adolescencia. En un estudio realizado con 20.000 mujeres de 13 países, la frecuencia de las cópulas era, según los informes, la misma en todas las fases del ciclo ovárico. El único descenso notable del comportamiento sexual se produjo durante la menstruación. Por lo tanto, las mujeres mostraban en gran medida el mismo nivel de comportamiento sexual en las fases no fértiles de sus ciclos ováricos que en las fértiles.
Los investigadores han estudiado el efecto del uso de anticonceptivos hormonales en las mujeres sobre la frecuencia de las relaciones sexuales. Muchos de estos anticonceptivos imitan el estado de embarazo en las mujeres mediante la alteración de los niveles hormonales. Por lo tanto, las mujeres que utilizan estos anticonceptivos no experimentan las fases fértiles de sus ciclos. En una revisión sistemática, se observó que la frecuencia de las relaciones sexuales no se veía afectada por el uso de anticonceptivos en la mayoría de las mujeres. Aunque creado artificialmente, esto se suma a la literatura que documenta la existencia de cópula en humanos durante periodos no fértiles.

### Impacto de la ovulación oculta
Para fomentar el apareamiento en periodos no conceptivos y animar a los machos a mantener su proximidad, los machos deben poseer un conocimiento imperfecto del estado de fertilidad de la hembra. Esto se consigue mediante la ovulación oculta en la mayoría de los animales que exhiben una sexualidad femenina prolongada. Una revisión de los estudios reveló que, en los humanos, las hembras sólo exhiben cambios sutiles durante el celo, lo que dificulta que los machos evalúen la fertilidad con precisión. En la tribu !Kung, por ejemplo, las hembras carecen de señales manifiestas de fertilidad y están continuamente receptivas a las relaciones sexuales, lo que anima a los machos a permanecer y proporcionar recursos.

## Explicaciones

### Hipótesis de la asistencia masculina

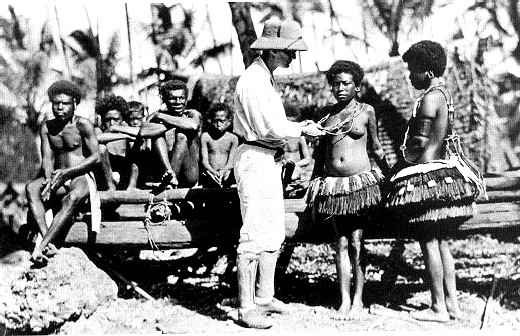
El pueblo trobriandés con Bronisław Malinowski

El apareamiento fuera de la ventana fértil de su ciclo ovárico puede suponer costes considerables para las hembras, como en tiempo y uso de energía. Para contrarrestar estos costes, la hipótesis de la asistencia masculina sostiene que las hembras exhiben una sexualidad ampliada para obtener recursos de los machos. Estos recursos varían según la especie, pero pueden incluir alimentos, alianza social y protección de la hembra y su descendencia. Por ejemplo, en la tribu Trobriand, los hombres hacen regalos a las mujeres a cambio de acceso sexual. A partir de esta hipótesis, se pueden hacer tres predicciones.

#### Suministro masculino de recursos no genéticos
En primer lugar, en las especies que demuestran una sexualidad femenina extendida, debería haber pruebas de que los machos proporcionan recursos no genéticos a las hembras. Esta predicción se apoya en una variedad de animales, con revisiones que revelan que la ayuda masculina (como comida o protección), se proporciona a ciertos mamíferos y aves de cría comunal a cambio de aparearse fuera del periodo conceptivo. Por ejemplo, las hembras de mirlo que solicitan aparearse fuera del periodo fértil tienen una mayor protección de su pareja. Esto aumenta la protección contra otros machos sexualmente coercitivos y asegura la provisión de otros beneficios materiales. En un estudio sobre primates que exhiben una sexualidad femenina extendida, se observó que las hembras que la practicaban se beneficiaban de una mayor protección de la descendencia y de los cuidados paternos de los machos.

#### Aumento del éxito reproductivo
En segundo lugar, para compensar los costes mencionados, el apareamiento durante las fases infértiles debería aumentar el éxito reproductivo de las hembras al incrementar el número de crías producidas. La investigación actual sólo ha investigado este factor de forma indirecta, y lo ha hecho predominantemente en insectos. Por ejemplo, cuando los insectos macho ofrecen beneficios materiales a cambio de acceso sexual, el éxito reproductivo de las hembras aumenta con el número de apareamientos. Es importante señalar que el comportamiento de apareamiento evaluado no se limitaba a la sexualidad ampliada de las hembras. Por lo tanto, sólo proporciona un apoyo indirecto a la segunda predicción.

#### Cambios en las preferencias de pareja y en el comportamiento a lo largo del ciclo ovárico
La última predicción de la hipótesis de la asistencia del macho ha sido ampliamente investigada. Predice que las hembras mostrarán preferencias de pareja diferentes durante los periodos fértiles y no fértiles. Concretamente, cuando son fértiles, las hembras serán sensibles a indicadores de alta calidad genética para aumentar la calidad genética de su descendencia. Por el contrario, fuera del periodo fértil, las hembras mostrarán preferencia por machos que puedan proporcionar recursos para ella y su descendencia. En la mayoría de las especies, los machos de mayor calidad genética ofrecen menos recursos no genéticos (como refugio y alimento) que los de menor calidad, por lo que es probable que las hembras elijan machos diferentes en cada etapa.
Se han encontrado pruebas de esta predicción en muchas especies diferentes. En las gallinas, las que están cerca del pico de fertilidad muestran preferencia por los gallos socialmente dominantes con grandes crestas. Las crestas más grandes se han asociado de forma fiable con la salud y la supervivencia de la descendencia, por lo que indican de forma fiable la calidad genética del gallo. En las fases no fértiles, las gallinas se aparean de forma más indiscriminada, con menos consideración por el tamaño más grande de la cresta. En los humanos se observa un patrón similar. Una revisión de los estudios pertinentes sobre las preferencias femeninas a lo largo del ciclo ovárico revela que las mujeres muestran una mayor preferencia por los rasgos masculinos en las fases fértiles, especialmente en la intención de apareamiento a corto plazo. Este hallazgo se produce en una variedad de rasgos, como las voces masculinas, los rasgos corporales y faciales, el olor y las muestras de comportamiento. El nivel de masculinidad actúa como indicador de la calidad genética a través de su asociación con la testosterona alta. Del mismo modo, las mujeres muestran preferencia por niveles más altos de simetría, lo que se cree que indica una estabilidad subyacente en el desarrollo. Sin embargo, durante las fases infértiles, las mujeres prefieren a los machos con menor masculinidad y simetría, ya que tienden a estar más dispuestos a ofrecer beneficios materiales.

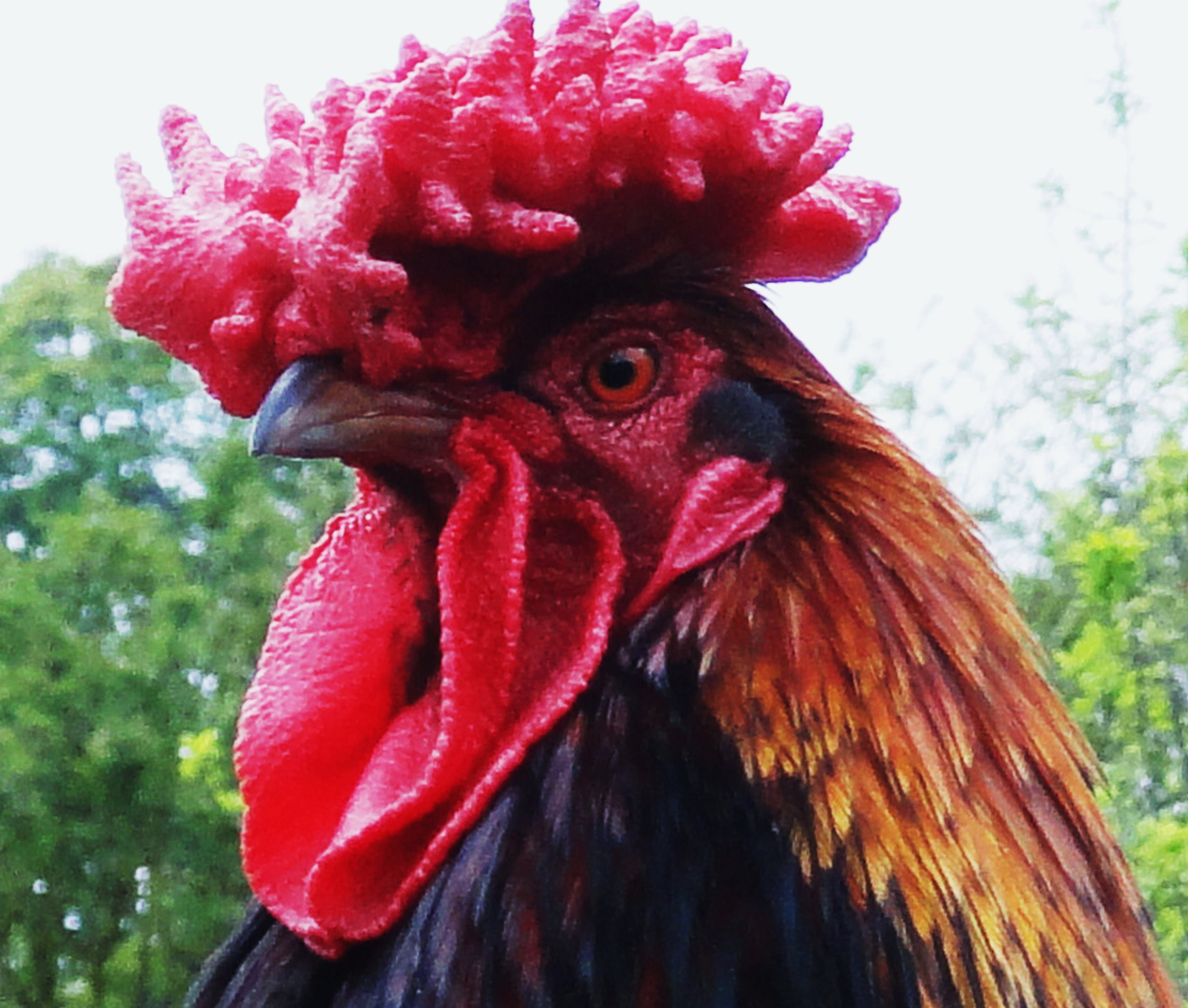
Un gallo con cresta

Además de influir en las preferencias de apareamiento, se ha observado que las hembras muestran comportamientos de apareamiento diferentes en las distintas fases del ciclo. Un análisis de 121 estudios con aves hembras mostró que la mayoría se aparean fuera de su vínculo de pareja a un ritmo mayor cuando son fértiles, especialmente cuando la pareja principal posee indicadores de genes de baja calidad. Durante las fases infértiles, las aves mostraron reducciones en este comportamiento, lo que sugiere que la función de la sexualidad femenina ampliada no es aumentar la calidad genética de la descendencia. En los humanos, las hembras muestran una mayor motivación para aparearse con otros machos en la mitad del ciclo sin un aumento concomitante de la cópula con su pareja de larga duración, especialmente si ésta era menos atractiva físicamente.

### La hipótesis de Hrdy
La hipótesis de Hrdy es una extensión de la hipótesis de la asistencia masculina, en el sentido de que ambas hipótesis sostienen que las mujeres han desarrollado esta adaptación para obtener algún beneficio tangible de los hombres. Según la hipótesis de Hrdy, la sexualidad femenina extendida es un proceso adaptativo con el objetivo de crear confusión de paternidad en sus homólogos masculinos. La confusión de paternidad se refiere a que el macho no está seguro de si la descendencia es genéticamente suya. Si la hembra se aparea con diferentes machos (en todos los momentos de su ciclo ovárico) mientras oculta la fertilidad, entonces los machos tendrán inevitablemente confusión de paternidad.

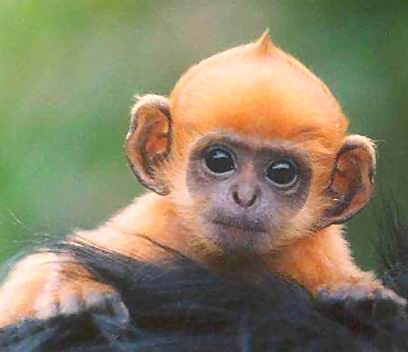
Una cría de mono del Viejo Mundo

Se propone que la confusión de paternidad es una función adaptativa para prevenir el infanticidio. Así, si la hembra puede crear con éxito confusión de paternidad, los machos serán menos propensos a matar a su descendencia, ya que la falta de certeza de paternidad significa que corren el riesgo de matar a su propia descendencia genética. Además, es probable que los machos, a su vez, protejan a las crías de la misma hembra del infanticidio que puedan cometer otros adultos de la especie. Una vez más, esto se debe a que no están seguros de la paternidad y pretenden proteger a las crías que son genéticamente suyas.

#### Confusión de paternidad en primates
Los investigadores han analizado el comportamiento de los chimpancés y, en particular, la llamada a la cópula, un tipo de vocalización que se utiliza para atraer a la pareja. Las llamadas se realizan antes, durante o después de la relación sexual. De acuerdo con la hipótesis de Hrdy, la llamada a la cópula puede ser una forma de garantizar que la hembra pueda aparearse con tantos machos diferentes como sea posible, provocando confusión en la paternidad. De hecho, los autores descubrieron que la probabilidad de llamada copulatoria en las hembras de chimpancé no estaba modulada por la fase ovárica de la hembra llamadora, lo que favorecía la confusión de paternidad. Esta confusión de paternidad garantiza, en última instancia, que la mujer tenga acceso a los recursos de varios machos diferentes. Estos recursos pueden ser utilizados tanto por ella como por su descendencia.
Las críticas a la hipótesis de Hrdy surgen de las pruebas que sugieren que los primates macho pueden discriminar entre sus propias crías y las de otros. En un estudio, los investigadores analizaron el ADN de 75 babuinos juveniles para determinar quién los había engendrado. Descubrieron que los machos cuidaban selectivamente de sus propias crías, sobre todo cuando éstas se veían envueltas en enfrentamientos agresivos que suponían la posibilidad de lesiones o una amenaza para su posición social. Evidentemente, si los machos pueden discriminar entre sus propias crías y las de otros, entonces no tiene sentido que la hembra intente crear confusión sobre la paternidad durante la etapa de gestación. Esto sería contraintuitivo, ya que, una vez nacida la cría, los machos sabrán si es, o no, suya. Habrá que seguir investigando en esta línea para averiguar si los machos de otras especies muestran la capacidad de discriminar entre sus propias crías y las ajenas antes de llegar a conclusiones decisivas.

#### Celo oculto en función de la confusión de paternidad en primates
Las investigaciones coinciden en que las especies con celo oculto se aparean en todas las fases de su ciclo ovárico. Por ejemplo, se ha investigado la actividad de apareamiento en macacos de Assam (Macaca assamensis). Los investigadores analizaron los niveles de progesterona en los monos, con el fin de establecer la fase ovárica de la hembra, ya que la progesterona alcanza su máximo tras la ventana fértil. Comprobaron que las hembras ocultaban el celo y eran sexualmente receptivas durante toda la época de apareamiento. El celo oculto y la receptividad sexual (en todos los momentos del ciclo ovárico) favorecen la confusión sobre la paternidad. Esto se debe a que los machos no están seguros de quién se ha apareado con la hembra durante su periodo fértil, por lo que desconocen la identidad del padre.
Sin embargo, la hipótesis de Hrdy ha sido criticada porque algunas hembras de primates muestran tanto una sexualidad femenina ampliada como hinchazones sexuales[1]. Según la hipótesis de Hrdy, estos dos conceptos son incompatibles. Las hinchazones sexuales sólo aparecen durante la fase más fértil del ciclo ovárico de la hembra, con el fin de anunciar la fertilidad. Por el contrario, según Hrdy, la sexualidad extendida está adaptada para ocultar la fertilidad y asegurar el apareamiento a lo largo de todas las fases del ciclo ovárico, con el fin de facilitar la confusión sobre la paternidad.

### Hipótesis masculinas
Una de las explicaciones alternativas es que la sexualidad ampliada de las hembras está "impulsada por los machos". Esta hipótesis se basa teóricamente en la incertidumbre de los machos sobre el estado de fertilidad de las hembras. Aunque durante el periodo fértil se producen algunos cambios fisiológicos que pueden actuar como indicadores fiables (por ejemplo, la concentración de estrógenos puede cambiar el olor de las hembras), la mayoría de las especies no han desarrollado señales que anuncien la fertilidad (por ejemplo, hinchazones sexuales). Por lo tanto, los machos no podrán detectar la fertilidad con precisión. Como resultado, la sexualidad extendida de la hembra se propone como un rasgo seleccionado sexualmente por el macho. Los machos buscarán el acceso sexual durante todo el ciclo ovárico para aumentar sus posibilidades de fecundar a la hembra. Según esta hipótesis, las hembras no obtienen ningún beneficio de esta actividad debido a su incapacidad para concebir, pero se verán obligadas por los machos a mantener relaciones sexuales.

#### La hipótesis del entrenamiento
Otra hipótesis que afirma que la sexualidad femenina ampliada ha evolucionado en beneficio de los intereses de los machos es la "hipótesis del entrenamiento". Se ha demostrado que el sistema inmunitario de las mujeres ataca a los antígenos extraños que se encuentran en el esperma, lo que puede reducir la probabilidad de concepción y, por tanto, el éxito reproductivo de los machos. Sin embargo, la exposición previa a los antígenos del esperma puede amortiguar la respuesta inmunitaria y aumentar las probabilidades de éxito de la concepción y la implantación. Por lo tanto, es posible que los machos hayan evolucionado para entrenar y "condicionar" el sistema inmunitario de las mujeres copulando con ellas durante periodos infértiles, con el fin de reducir la probabilidad de que su sistema inmunitario reaccione contra los antígenos del esperma por falta de exposición. De hecho, la investigación ha identificado hallazgos consistentes con esta hipótesis. Las parejas que habían utilizado preservativos antes de intentar concebir tenían más probabilidades de sufrir complicaciones, como preeclampsia, durante el embarazo como resultado de que el sistema inmunitario de la mujer no había estado expuesto previamente a los antígenos del esperma. En los no humanos, se ha demostrado que una mayor frecuencia de cópula en los grillos reduce la respuesta inmunitaria de la hembra al esperma.
Esta hipótesis ha recibido muchas críticas. Por ejemplo, como todos los mamíferos experimentan las mismas respuestas del sistema inmunitario a los antígenos espermáticos, esta hipótesis predice que todos los mamíferos deberían mostrar una sexualidad femenina prolongada. Sin embargo, sólo unas pocas especies de mamíferos muestran un comportamiento sexual fuera del periodo de concepción. Por otro lado, la eclampsia es prácticamente exclusiva de los humanos y, por tanto, la hipótesis de la capacitación sólo puede ser relevante para la sexualidad femenina prolongada en humanos.

### Hipótesis de Spuhler
La hipótesis de Spuhler es una hipótesis independiente de la sexualidad femenina ampliada. Spuhler sugiere que la sexualidad femenina extendida ha evolucionado como un subproducto de una adaptación en las hembras que aumenta los niveles de hormonas suprarrenales. Propuso que la secreción de niveles más altos de hormonas suprarrenales se seleccionó inicialmente en las mujeres con el fin de aumentar la resistencia para caminar o correr. Esta hipótesis sugiere que las glándulas suprarrenales más grandes pueden haber contribuido al desarrollo de la sexualidad femenina extendida, ya que también son la fuente principal de las "hormonas de la libido", que aumentan el impulso sexual de la mujer. Así pues, la sexualidad ampliada tiene poco que ver con el comportamiento sexual o la ventaja evolutiva, sino que es sólo un subproducto de las hormonas. Sin embargo, esta hipótesis no puede explicar la sexualidad femenina prolongada en los invertebrados, que carecen de sistemas suprarrenales. Además, Spuhler destacó la existencia de glándulas tiroides y suprarrenales más grandes en los humanos en comparación con otros primates. Sin embargo, no existen pruebas empíricas que establezcan la relación entre las hormonas y la marcha de resistencia como una adaptación y la sexualidad femenina prolongada como un efecto incidental natural. Como la sexualidad extendida tiene un coste, se puede argumentar que la selección serviría para disociar la sexualidad ampliada del mecanismo que afecta a la marcha de resistencia.

## Lectura adicional
- Buss, D. M. (2015). The Handbook of Evolutionary Psychology, Foundation (Chapter 13). New York: John Wiley & Sons.
- Campbell, L. (17 de junio de 2009). Comparison of the sexuality of humans, common chimpanzees and bonobos.
- Shackelford, T. K., & Hansen, R. D. (2015). The Evolution of Sexuality (Chapter 8). New York: Springer.
- Simpson, J. A., & Campbell, L. (2013). The Oxford Handbook of Close Relationships (Chapter 17). Oxford: University Press.
- Thornhill, R., & Gangestad, S. W. (2008). The Evolutionary Biology of Human Female Sexuality (Chapter 3). Oxford: University Press.

- Datos: Q24964244